# Saw Naing Moe Aung
Saw Naing Moe Aung (* 2. Oktober 1994 in Kawthaung) ist ein myanmarischer Fußballspieler.

## Karriere
Saw Naing Moe Aung stand bis Ende 2017 bei Yangon United unter Vertrag. Der Verein aus Rangun spielte in der höchsten Liga des Landes, der Myanmar National League. 2017 wurde er mit dem Verein Vizemeister. 2018 wechselte er zum Ligakonkurrenten Hanthawaddy United nach Taungoo. Für Hanthawaddy absolvierte er fünf Erstligaspiele. Wo er 2019 gespielt hat, ist unbekannt. 2020 ging er nach Thailand. Hier unterschrieb er einen Vertrag beim Drittligisten Patong City FC. Mit dem Verein aus Phuket spielte er in der dritten Liga, der Thai League 3, in der Southern Region.

## Erfolge
Yangon United
- Myanmar National League: 2017 (Vizemeister)